# Duare
Duare (in croato Zadvarje) è un comune della Regione spalatino-dalmata in Croazia. Al 2001 possedeva una popolazione di 277 abitanti. È il comune con meno abitanti di tutta la Dalmazia.

## Località
Il comune di Duare non è suddiviso in frazioni.